# Othmar Krenn

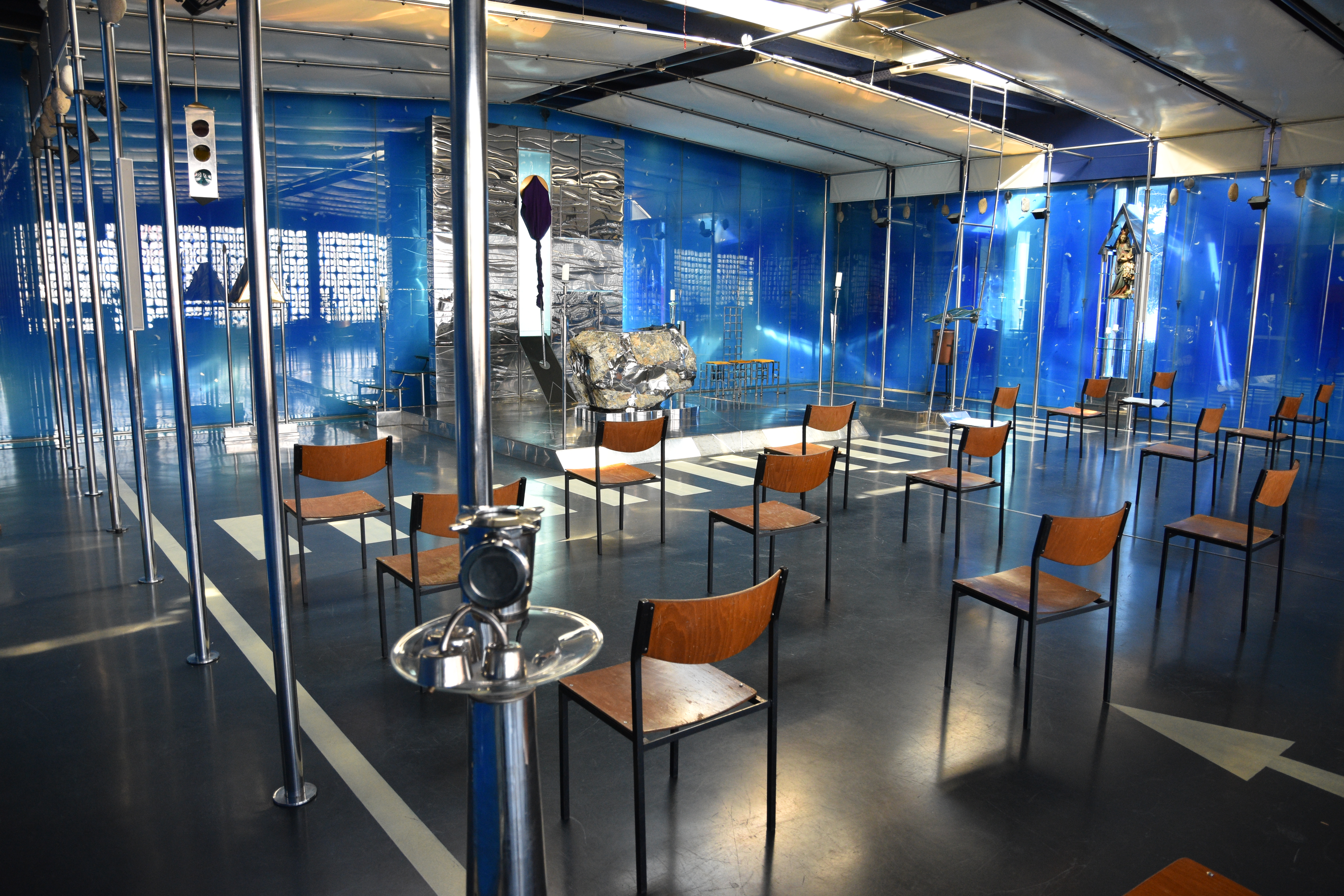
St.-Lukas-Kirche in Graz

Othmar Krenn (* 27. März 1952 in Gratwein-Straßengel; † 19. April 1998 in der Nähe von Ilz) war ein steirischer freischaffender Aktionskünstler, Maler, Bildhauer, Grafiker.

## Leben und Werk
Othmar Krenn wurde geboren und wuchs auf in Gratwein-Straßengel. Er verbrachte in seiner Kindheit mit seinem Großvater viel Zeit in den Wäldern und auf den Almen in der Umgebung. Diese Naturverbundenheit, aber auch sein Vater, ein Schlosser, prägten ihn sehr. In dessen Werkstätte arbeitete er mit. Er absolvierte von 1967 bis 1971 eine Schlosserausbildung. Studienreisen führten ihn danach nach Italien und Ex-Jugoslawien. Durch die Bekanntschaft mit Abt Paulus Rappold zog er 1972 in ein Atelier im Stift Rein bei Graz, wo er - teilweise in einer Mönchszelle lebend - Restaurierungen vornahm und eigene Arbeiten, wie Kleinplastiken aus Silber und Gold und auch Schmuck schuf.
Seine erste Ausstellung fand 1973 in Graz, in der damaligen Galerie Moser 8 statt, mit surrealistischen Ölbildern. Ein Jahr später folgte eine Aktion, wo er einfache Kleidungsstücke mit ReadyMade-Stempeln im Hof der Firma Kastner & Öhler bedruckte. 1976–1977 baute er ein eigenes Atelier in seinem Elternhaus in Gratwein-Straßengel. Unter dem damaligen Werbeleiter Horst Gerhard Haberl kreierte O. Krenn 1977–1979 einen Flügelschuh als Kunst-Werbung für die Firma Humanic.

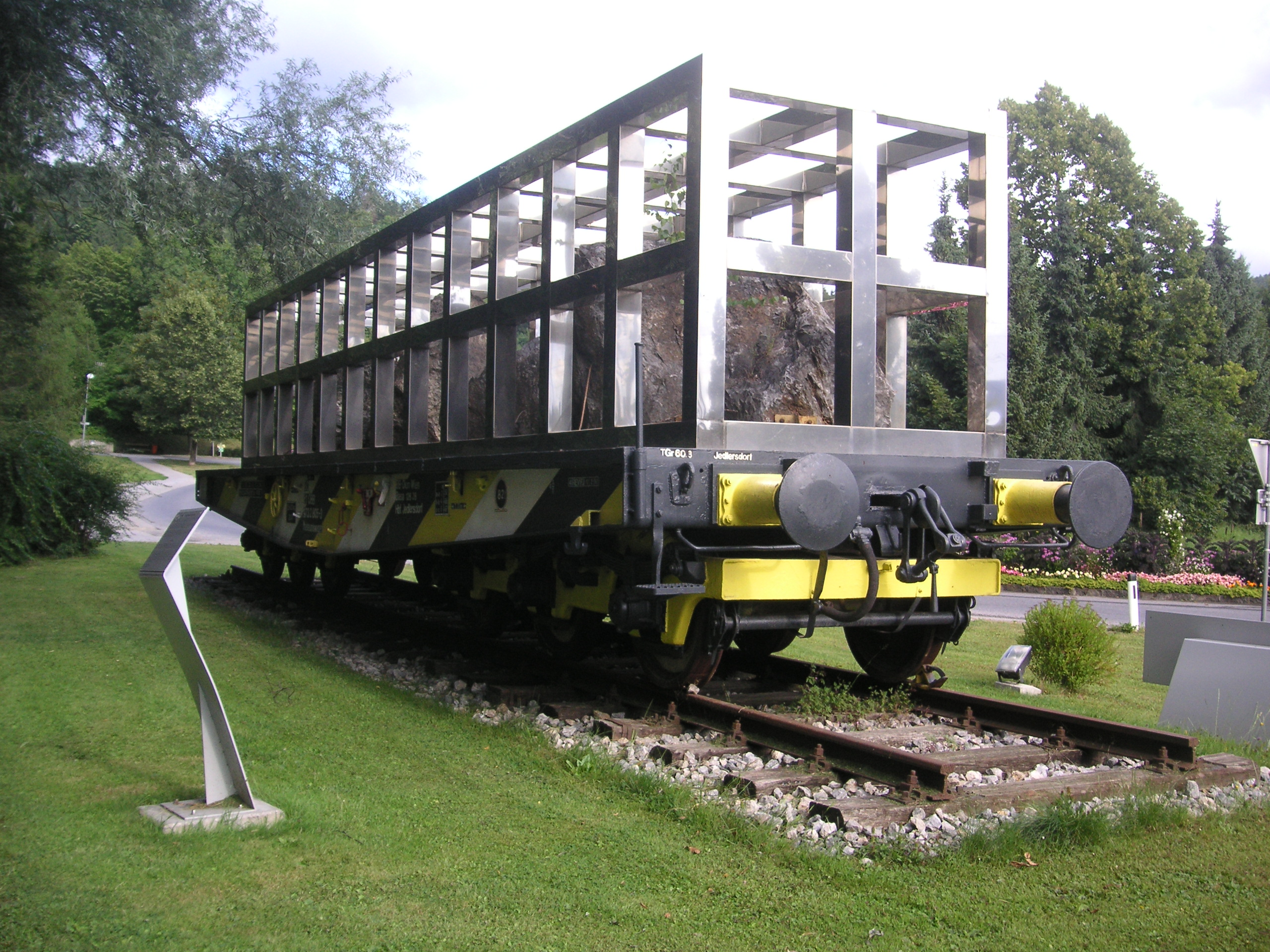
Kunstzug in Gratwein-Straßengel bei Graz

1979 folgte die Waldaktion: Über Monate zog er sich dabei mit Freunden im Wald auf seinem, im selben Jahr erworbenen Anwesen im „Ziegelofen“, einer alten Ziegelfabrik in Gratwein-Straßengel, als Naturmensch in einer Erdhöhle lebend, zurück. Das Konzept dazu wurde ein Jahr zuvor beim „steirischen herbst“ eingereicht. Im Kulturzentrum bei den Minoriten Graz präsentierte er schlussendlich die Ergebnisse der Waldaktion (als Begleitaktion nahm Krenn ein Bad im Erzherzog-Johann-Brunnen am Grazer Hauptplatz).
Im selben Jahr nahm er mit seiner Aktion Zeitspanne bei der Biennale „Expansion“ im Wiener Stadtpark teil. Dabei ließ er sich ein an mehreren Punkten verankertes Stahlseil durch eine Öse im Ohr ziehen, entlang dieser „Rasterlinie“ bewegte er sich.
1980 fand in der Neuen Galerie in Linz (heutiges Lentos Kunstmuseum) die Aktion Körper-Einrasterung statt. Diese Einrasterung war dem Naturmaß Krenns (ca. 2 m Höhe) genau angepasst. Sie bestand aus rostfreien Stahlgurten, drei starren Konstruktionen, der Rest, die kleinen Rasterverschiebungen, war offen und hielt somit den ganzen Raster- und Körperkomplex mit Stahlhaken zusammen. Ihm ging es dabei um das Aufzeigen des Urzustandes des Körpers (Fleisch) im Gegensatz zur Jetztzeit, zum Eingriff des Zeitrasters (Metall).
Drei Jahre später ging er noch etwas weiter: Die Aktion Zeitrasterkäfig fand 1983 in der Grazer Innenstadt und 1985 in New York City, Park Avenue statt. Wobei sich Krenn in einen Ein-Mann-Käfig aus rostfreiem Stahl auf Rollen einsperrte und nur von mehreren Helfern transportiert und somit Handlungen der täglichen Routine nachgehen konnte - wie z. B. Einkaufen im Warenhaus, Benutzung einer öffentlichen Toilettenanlage oder Straßenbahnfahren. In Gratwein-Straßengel wurde zu der Zeit die „Erste Österreichische Kulturklinik für Kunstkranke“ eröffnet, gemeinsam mit Prof. artis causa Robert Siegel, der ihn seit seiner Waldaktion begleitete.
1983 heiratete er Brigitte Kaimel und seine Tochter Anna-Maria wurde geboren; es folgte eine Reise nach Alexandria (Ägypten) und eine Ausstellung unter Patronanz des Goethe-Instituts. Seine Teilnahme am „Projekt Arbeit“ der Steirischen Kulturinitiative erfolgte 1984 in Graz bei der Firma Leykam (Schutt vom Plabutschtunnel in einen Container eingeschweißt und auf dem Hauptplatz abgeladen). Im März 1986 wurde sein Sohn Christoph Emanuel geboren. Im selben Jahr fand in Stift Rein die Aktion Hirtenstab (Verätzung der Oberfläche des von Krenn für Abt Paulus Rappold hergestellten Hirtenstabs anlässlich dessen Abberufung) statt.
1986 erhielt er den Auftrag für die Innenraumgestaltung der Kirche St. Lukas in Graz, welche 1995 fertiggestellt und eingeweiht wurde. 1990 begab sich Krenn im Zuge der Planungsarbeiten für St. Lukas mit Freunden auf eine Reise nach Ägypten und weiter über die Sinai-Halbinsel, um auf den Spuren Mose den Exodus nachzuvollziehen. Sande dieser besuchten Orte - darunter der Berg Sinai, die Wüste Negev, die Wadi Arava und der Berg Nebo - wurden in ein Edelstahl-Kreuz eingeschweißt. Als zentrales Element wurde dieses später an eine Edelstahl-Altarwand (der Klagemauer in Jerusalem nachvollzogen) hinter dem Altar - bestehend aus einem Felsblock, der teilweise von einem Stahlmantel umhüllt ist - gelehnt. Der gesamte Innenraum wird von einem Zelt überdacht, symbolisch für das Zelt Gottes unter den Menschen. Aber auch moderne Elemente wurden in das Gesamtbild eingefügt, welche auf den konkreten urbanen Kontext von St. Lukas am vielbefahrenen Eggenberger Gürtel Bezug nimmt: Eine Ampel als Ewiges Licht steht auf Grün, ein Zebrastreifen führt als Schutzweg zu einer gotischen Marienstatue, Pfeile weisen als Markierungen auf dem Asphaltboden die Richtung zur Altarzone, die Weihwasserbehälter sind Hydranten nachempfunden.
1992 wurde der Kunstzug am Grazer Ostbahnhof vorgestellt: Ein 13 Meter langer Stahlrasterkäfig auf einem Güterwaggon in dem sich Findlinge und Pflanzen befanden. 31 österreichische Bahnhöfe standen auf dem Fahrplan. In Verbindung damit stand das Projekt Arche, die - ähnlich wie der Kunstzug gestaltet - während der Expo `95 auf der Donau zwischen Wien und Budapest verkehren sollte. 2009 wurde der Kunstzug nach Gratwein-Straßengel überstellt. 1996, anlässlich des Pfingstfests der Künstler in St. Lukas, ließ sich Krenn in seinem Zeitrasterkäfig mit einem Kran auf das daneben stehende Hochhaus hieven und begleitete ein Mitglied der jüdischen Kultusgemeinde, das aus dem Koran las, auf der E-Gitarre. 1997 erfolgte seine Gestaltung einer Stahlwand für den Obi-Baumarkt im Shopping Center West, Graz.
Am 19. April 1998 verunglückte Othmar Krenn bei einem Autounfall tödlich.

## Steinummantelungen

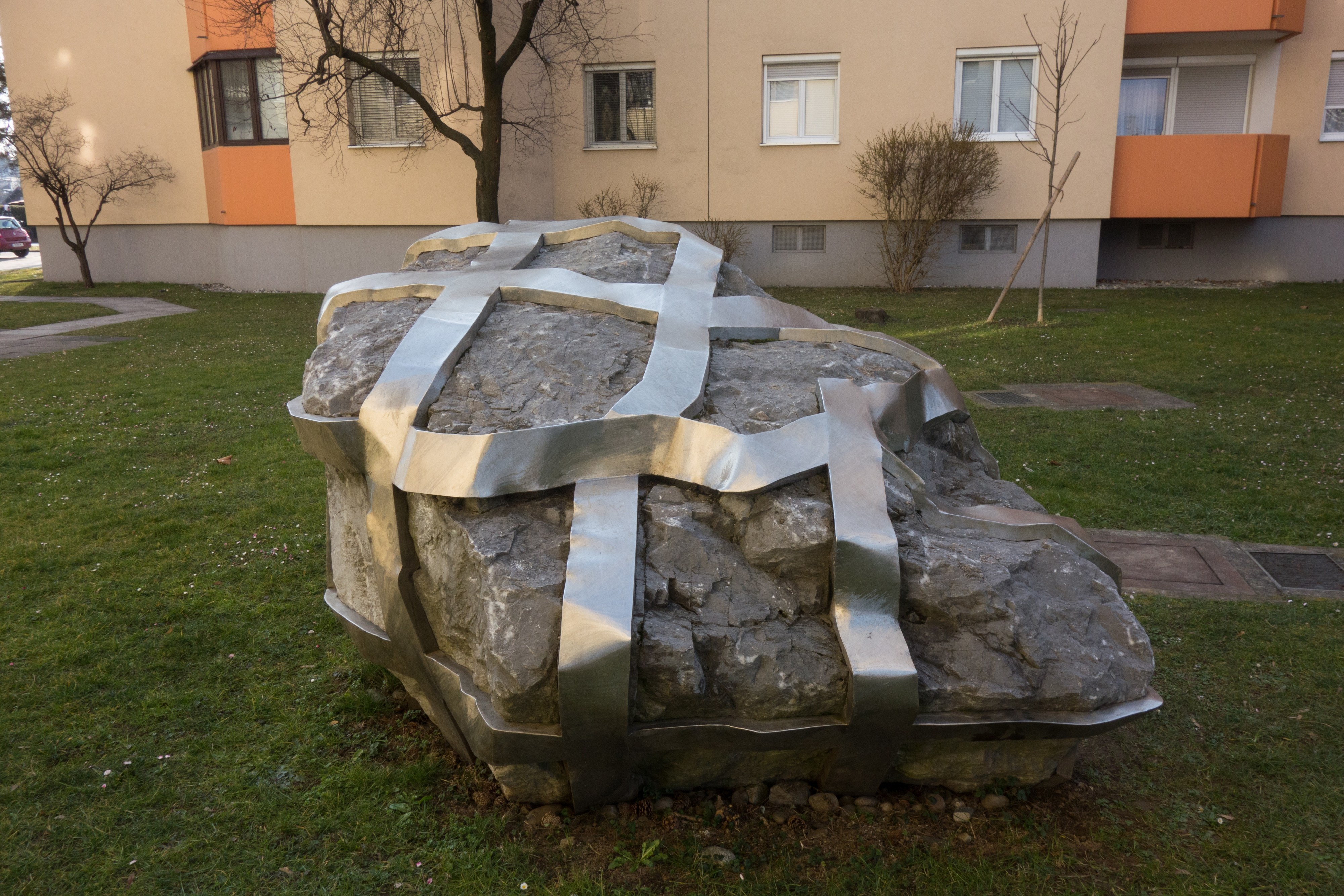
Rasterstein in Graz

Zu seinen Markenzeichen zählen die Steinummantelungen: monumentale und zugleich elegante Skulpturen aus Metall und Stein, wobei ein Findling durch einen technisch aufwendigen Prozess in einen Stahlmantel eingeschweißt wird. Der Mantel schmiegt sich an die Höhen und Tiefen des Steins, sodass das Objekt als Gesamtes beinahe an ein Schmuckstück erinnert. Handwerkliches Können verbindet sich hier mit einem untrüglichen Gespür für Material und Dimension. Die Verwendung, der Materialien Stein und Metall repräsentierten für ihn den problematischen Eingriff der menschlichen Zivilisation in die Natur. Der Stein, welcher symbolisch für die unberührte Natur steht, wird von Metall ummantelt und eingeschlossen.
- 1979: Rottweil/Stuttgart: Zeitraster-Stein für die Ausstellung „Europa `79“
- 1980: Graz, Feldgasse: Rasterstein für Wohnblock
- 1981: UKH Graz: Scheibenstein (Durchmesser 3 m); Graz, Beethovenstraße (Bundesanstalt für Lebensmitteluntersuchung): Kegelstein (3 m d); WM-Stadion Murau: Steindurchdringung (Länge 8 m); Grazer Dom: Kreuzstein (3 t), anlässlich des Katholikentags '81
- „Wüstenbrunnen“ (Modell von 1983) soll in El Amria bei Alexandrien aufgestellt werden; Gratkorn, Gemeindepark: Rasterstein
- 1989: Gratkorn, Wohnsiedlung: Halbscheibenstein,
- 1992: ORF-Landesstudio Steiermark, Graz: Stahlstein
- 1995: Skulpturenpark Unterpremstätten: Stahlstein (60 t) Teilummantelung

## Ausstellungen (Auszug)
- 1973: Graz, Galerie Moser 8: surrealistische Ölbilder
- 1974: Stift Rein bei Graz: Meditative Werke und Ziegelskulpturen
- 1975–1976: Graz, Galerie H: Körperschmuckaktionen
- 1977: Neue Galerie, Graz: Faltungen (Reale, fotokopierte und gemalte Faltungen); Künstlerhaus Graz: Vereinigung bildender Künstler Steiermarks, Gemalte Holzkonstruktionen („Gerüste“)
- 1978: Wetzawinkel, Teilnahme an den 13. Internationalen Malerwochen, Ausstellung der entstandenen Werke in der Neuen Galerie Graz: „Astbilder“; Katholische Hochschulgemeinde Leechgasse, Graz: Gesehene Jahreszeiten (Baum-, Holz-, Stein- und Stahlobjekte); Landesgalerie Eisenstadt: Zeitgenössische Kunst aus der Steiermark
- 1979: Steiermärkische Sparkasse Graz: Werdegang des Othmar Krenn
- 1980: Wien, Restaurant Balalaika; Galerie H Graz (Park und Speisesaal): Weltmodelle (Stahl/Stein/Objekte, Lehmkugel, Steinpendel über Wasserbecken und Metallscheibe, Punktbilder, Rastergrafiken, Eingerexte Wäsche); Galerie Basilisk Wien: Werdegang des Othmar Krenn; Steiermärkische Sparkasse, Graz: Millionenbilder mit Senf
- 1988: Graz, Kulturzentrum bei den Minoriten, Beteiligungen an den Ausstellungen „Ecce Homo – Vom Christusbild zum Menschenbild“ (Körpereinrasterung) und „Steirerland“ (Steirisches Lotterbett);
- 1989: Stadtmuseum, Graz: Aufgaben. Zeichnungen 1974–78 (Inszenierung der Eröffnung u. a. d einen Stacheldraht-Raster-Raum; als „Werbung“ für die Ausstellung lässt O.K. fünf pyramidale Keile auf fünf Innenstadt-Plätzen abladen; zwei dieser Keile wurden 2001 von der Firma Prangl in Gratkorn aufgestellt);
- 1992: Graz, Kulturzentrum bei den Minoriten: Retrospektive zum 40. Geburtstag
- 1993: Bildungshaus Graz-Mariatrost: O.K.- Kunst und Transzendenz.
- 1997: Künstlerhaus, Graz: Gestaltung der Alexej-von-Jawlensky-Ausstellung;
- 1998: Bildungshaus Graz-Mariatrost: Faltungen.

Preise: 1980: Mürzzuschlag, Buchebner-Preis; Graz, Preis der Gesellschaft der Freunde der Neuen Galerie

## Kunst im öffentlichen Raum/Aktionen
In verschiedenen Aktionen ging Krenn an seine Grenzen: Er lebte in Erdhöhlen, ließ sich im Käfig durch New York und Graz karren, mit dem Kran von Hochhausdächern schwenken, setzte sich unter Strom oder zog Seile durch Ösen in den Ohren.
- 1979: Waldaktion; Aktion Zeitspanne, Biennale „Expansion“, Wien, Stadtpark; Rottweil/Stuttgart: Erster großer Zeitraster-Stein für „Europa `79“
- 1980: Neuen Galerie Linz: Aktion Körpereinrasterung
- 1983: Graz: Aktion Zeitrasterkäfig; Graz UNI, Hauptgebäude: Stahlbaum (anlässlich der Eröffnung der „Steirischen Akademie“) mit dem Thema „Natur. Verlust und Versöhnung“.
- 1985: New York, Park Avenue: Aktion Zeitrasterkäfig
- 1988: Graz, Mehlplatz: verchromtes Kanalgitter mit Text, im Zuge der Aktion Bewegliche Galerie – Straße - 88
- 1990: Graz-Citypark: Einrichtung der Mode-Boutique „Chaos“ mit Eröffnungsperformance.